# Akçay (Großer Mäander)
Der Akçay ist ein 116 Kilometer langer, linker Nebenfluss des Großen Mäander (Büyük Menderes) im Südwesten der Türkei. Der Flussname bedeutet „weißer Fluss“. In der Antike hieß der Fluss Harpasos (latinisiert Harpasus).
Der Akçay entspringt bei Beyağaç im Südwesten der Provinz Denizli. Von dort fließt er in überwiegend westnordwestlicher Richtung. Er bildet später die Provinzgrenze zwischen Denizli und Muğla. Der Fluss erreicht die Provinz Aydın, wo er von der Kemer-Talsperre aufgestaut wird. Der Akçay durchfließt anschließend den Landkreis Bozdoğan in einem breiten Tal in nördlicher Richtung und mündet sechs Kilometer südsüdwestlich der Stadt Nazilli in den Großen Mäander.